# Bulbophyllum hymenanthum
Bulbophyllum hymenanthum är en orkidéart som beskrevs av Joseph Dalton Hooker. Bulbophyllum hymenanthum ingår i släktet Bulbophyllum och familjen orkidéer. Inga underarter finns listade i Catalogue of Life.